# Commutation (linguistique)
Pour les articles homonymes, voir Commutation.
La méthode dite de commutation a été inventée par les phonologues. C'est l'un des outils fondamentaux du fonctionnalisme d'André Martinet. La commutation consiste à commuter un son avec un autre pour savoir si ce son permet de distinguer des unités significatives, c'est-à-dire des paires minimales (comme roi et foi).
Si les deux sons se révèlent des unités non distinctives d'unités significatives, alors ce ne sont pas des phonèmes, mais seulement des variantes (allophones) d'un même phonème. Parmi elles, on distingue les variantes contextuelles et les variantes libres.
Un exemple est fourni par le phonème /r/ en français peut servir de bon exemple. Un francophone peut prononcer le mot « rat » avec un /r/ roulé, grasseyé ou normal (dit « parisien ») ; la phonologie n'y verra cependant qu'un seul phonème /r/ car il n'est pas possible, en français, d'opposer trois mots qui débuteraient chacun par une de ces sortes de /r/ et seraient suivis de /a/ : cette distinction n'intéresse que la phonétique. En sorte, [ra] (avec /r/ roulé), [ʀa] (avec /r/ grasseyé comme les prononçait Édith Piaf) et [ʁa] (avec un /r/ normal), se réduisent tous trois à la suite de phonèmes /ra/ et ces suites de phonèmes désignent tous le même mot. On dira alors que les sons [r], [ʀ] et [ʁ] sont des variantes libres du phonème /r/, c'est-à-dire diverses possibilités de réalisation qui ne contrastent pas en français (alors que [r] et [ʀ] s'opposent dans la prononciation de l'arabe et constituent deux phonèmes distincts).
La phonologie n'ayant pas besoin de viser à une aussi grande précision que la phonétique, elle n'utilise pas autant de symboles que cette dernière et suit souvent des notations qui sont propres à l'étude de chaque langue. Ainsi, dans l'exemple précédent, si [ʀ], [ʁ] et [r] (notation phonétique) désignent des sons différents, /r/ (notation phonologique) servira à dénoter n'importe lequel des allophones tant que ceux-ci ne s'opposent pas dans la langue.
De plus, si l'on peut décrire phonétiquement les sons comme ils se présentent, à la suite, il faut, en phonologie, respecter la règle un signe = un phonème. Par exemple, dans le mot anglais choose, ce qu’un francophone analyserait spontanément comme une succession de deux sons [t] + [ʃ] (« ch »), correspond en fait à un seul son : une affriquée. Ce son, représenté par un seul symbole /t͡ʃ/, a également statut de phonème parce qu’il permet d’opposer des paires minimales contenant /t/ ou /ʃ/ (tat et chat). Dans la phrase anglaise, on peut parfaitement trouver une succession /t/ + /ʃ/. Ici, /t͡ʃ/ s’oppose à /tʃ/ et suffit à modifier le sens de la phrase ; comparer en anglais :
/waɪˈt͡ʃuːz/ why choose?
/waɪtˈʃuːz/ white shoes
Notons cependant qu'un tel exemple ne constitue pas une paire minimale, car d'autres phonèmes (intonation, hauteur) les différencient.
Luis Prieto a essayé d'utiliser la méthode de commutation au niveau sémantique.